# Turngemeinde Neuss von 1848
Die Turngemeinde Neuss von 1848 e. V. (kurz: TG Neuss) ist ein Sportverein in Neuss. Der Verein ist mit über 5.300 aktiven und passiven Mitgliedern der größte Sportverein im Rhein-Kreis Neuss.

## Wissenswertes
- die TG Neuss ist Veranstalter von folgenden Events: Neusser Sommernachtslauf, Nikolauslauf, TG Sportschau, TG Schwimmfest, Schüler- und Kindersportfeste
- die TG hat eine sehr erfolgreiche Basketball-Abteilung, mit einer weiblichen Mannschaft in der zweiten Bundesliga Nord, diese wird auch liebevoll TG Neuss Tigers genannt
- die Schwimmabteilung kooperiert mit dem Neusser SV und bildet die Wettkampfmannschaft SG Neuss
- am 23. März 2023 fand der Spatenstich zum Erweiterungsbau statt. Umbau der Verwaltung (Abriss der bestehenden Geschäftsstelle und Neubau) und Bau eines zusätzlichen Sporttraktes mit einer Turnhalle (15 × 27 m), Gymnastikräumen, Umkleide- und Sanitärräumen sowie Außenanlagen[2]

## Abteilungen
- Turnen: Cheerleading, Eltern-Kind-Turnen, Gerätturnen weiblich, Gerätturnen männlich, Kinderturnen, Parkour, Rhönrad
- Ballsport: Badminton, Basketball, Futsal weiblich (Hallenfußball), Handball, Tischtennis, Volleyball
- Tanzen: Hip-Hop, Jazzdance
- Kampfsport: Judo, Karate, Schwertfechten, TaekwonDo
- Leichtathletik: Leichtathletik Erwachsene, Leichtathletik Kinder und Jugendliche, Schwimmen, Triathlon
- Fitness: Fit im Alter, Fitness, Gesundheitssport, Rehabilitationssport, Skifitness, Yoga
- Anderes: Boule, Rollstuhlsport
- Kurse: Aquafitness, Aquajogging, Badminton, Capoeira, Faszien Training, Fit fürs Wandern, Fit Mix, Pilates, Rückenfit Flexi-Bar, Rückenfit, Taijiquan (Tai Chi Chuan), Yiquan, Wirbelsäulengymnastik, XCO-Walking, Yoga, Zumba Kids uvm.

## Geschichte

Jakob Koch (1903)

Wilhelm Bloser, Jakob Knapp und Heinrich Thywissen jr. hatten Mitte des 19. Jahrhunderts die Idee zur Gründung des Neusser Turnvereins. Letzterer hatte den Vereinssport während eines Aufenthaltes in England kennengelernt. Der Aufruf zur Gründung des Vereins erschien im Neußer Handels- und Intelligenzblatt am 5. Juli 1848. Am 6. Juli 1848 versammelte man sich im Lokal des Wirtes Schlömer, um einen Turn-Verein für Erwachsene zu gründen.
1892 kurz vor der Errichtung einer Turnhalle kam es dann zum Streit, nach dem 20 Mitglieder austraten und die Neusser Turnerschaft von 1892 gründeten. Darunter war auch Jakob Koch. Nach Unstimmigkeiten zwischen Turnrat und Turnern traten 40 Mitglieder im Jahre 1903 aus und gründeten den Allgemeinen Turn- und Sportverein von 1903. Im Jahre 1908 gründete man die Frauenabteilung. Im gleichen Jahr wurde das Mitglied Fritz Hoffmann Turnfestsieger beim Deutschen Turnfest in Frankfurt. 1912 entstand der Verband der drei Neusser Turnvereine, der Vorläufer des heutigen Stadtsportverbandes.
Am 21. März 1936 fand die Fusion der drei Vereine Neußer TV, Neußer Turnerschaft und Allgemeiner Turn- und Sportverein zur Turngemeinde Neuß von 1848 statt. Am 22. September 1956 erfolgte der Spatenstich zum Neubau des Turnerheims an der Schorlemerstraße. Eingeweiht wurde das Gebäude am 6. Juli 1957, es enthielt unter anderem Geschäftsstelle, Gemeinschaftsräume, Gaststätte, Kegelbahn und sieben Wohnungen. Der Verein wuchs in den Nachkriegsjahrzehnten. 1995 erreichte er 5.120 Mitglieder, 2011 hatte er 5.694 aktive Mitglieder. 2015 gibt die TG Neuss ihre Mitgliederzahl mit über 5.800 Mitgliedern an.
| Mitte 1945: 257 1948: 770 | 1958: über 1.000 1966: über 2.000 | 1970: über 3.000 1988: über 4.000 | 1995: 5.120 Mitglieder 2011: 5.694 aktive Mitglieder |